# Kálvária-barlang
A Kálvária-barlang a Duna–Ipoly Nemzeti Parkban lévő Budai-hegységben, a Solymáron található Kálvária-dombon elhelyezkedő egyik barlang.

## Leírás
A Budapest és Solymár közigazgatási határánál található Kálvária-domb K-i oldalában lévő felhagyott kőbányában, a 4772-es barlangkataszteri területen helyezkedik el a Kálvária-barlang. A kőbánya könnyen elérhető. A 157A busz Budaliget, Géza fejedelem útja végállomásától és a 157-es busz Budaliget, Géza fejedelem útja megállójától pár perces sétával megközelíthető a barlang. A barlangnak egy bejárata van, amely a kőfejtő alsó szintjének DNy-i csücskében fekszik és DNy-ra néz. A bejárat egyaránt megközelíthető a kőfejtő alsó és felső szintjéről. Az alsó szintről meredek, agyagos és apró kőtörmelékes, kb. 8 m hosszú emelkedőn lehet feljutni a kőfejtő sziklafalán nyíló bejárathoz. Az 1,5 m széles, 1,1 m magas, félkör (ovális) alakú bejárat első ránézésre természetes felszakadás, de közelebbről megfigyelve kiderül, hogy egy gömbfülke lebányászásával jött létre.
A barlang befoglaló kőzete eocén mészkő és eocén márga, felső rétegei pedig enyhén diplopodás dolomitból állnak. A barlang posztgenetikusan, tektonikus repedések mentén oldódás hatására jött létre. A barlangban látható formakincs alapján az oldásban valószínűleg hévizek vettek részt. A bejárati rész egy felszakadt gömbfülke, amelyet egy hasadék szel ketté. Ez a repedés határozza meg a barlang fő járatának irányát. A bejárati részben eltűntek a falról a borsókövek, minden bizonnyal a kifagyás repesztette le őket, nincs nyoma emberi rongálásnak. A 0. poligonponttól 2–3 m-rel beljebb már megfigyelhetők a falon borsókövek és boxwork formációk. A 3. poligonpontnál érhető el az első jelentős oldalág. Az átjáró egy lapos és széles szűkület, amelynek alján agyag és apró törmelékes kavics van. Lecsúszva a szűkületen meredeken emelkedő agyaglejtő figyelhető meg.
A főágban enyhén dőlő lejtőn kell továbbcsúszni apró görgeteg köveken, illetve behordott faágakon és avaron egy szűkület felé. Ez a szűkület a végponti terem bejárata. A kb. 3 m átmérőjű végponti terembe érve a figyelmet rögtön magára vonja a feltáró kutatás miatt ásott 40×140×60 cm-es gödör, amelynek a közepén egy fületlen vödör van. A teremben körülnézve több helyen felfedezhetők gömbüstök 15–30 cm átmérőjű nyomai a falban, valamint ezeket befoglaló nagyobb formák is megfigyelhetők. A 4–5-ös poligontól balra található egy agyaglejtő, amely kb. 70 cm átmérőjű bontott gömbüstben végződik. Ebből egy nagyon szűk járat kezdődik, amely 5 m után még szűkebbé válik, de bepillantva nagy omladékkövek és köztük légrések láthatók. A terem legtetejéhez egy hasadék vége kapcsolódik. Ez a hasadék az első teremben kezdődik, ezért a bejáraton át fény szűrődik a terembe. A hasadék járhatatlanul szűk, csak a végponti terem mennyezetén szélesedik ki egy kb. 40 cm-es gömbüstben.
Az 1,5–12 mm nagyságú borsókő a főágat nem egyenletesen fedi. Az 5-ös poligonponttal szemben állva a poligonponttól balra, É-ra egy agyagtelér húzódik, amely 1,5 m hosszan arasznyi vastagon átszeli a termet. A telér érdekessége, hogy szürke és vörös agyagot felváltva tartalmaz. A 3. poligonpontnál lévő oldalág bejárati szűkületén átcsúszva egy ferde, emelkedő hasadékba lehet jutni. Az oldalág érdekessége, hogy a főággal párhuzamos, de azzal ellentétben nem lejt, hanem emelkedik. Térkép szerint B–A irányba nézve a járatot a vége kőtörmelékben, teteje pedig breccsában záródik. A járat tetejét töredezett kövek zárják, amiken keresztül gyökerek nyúlnak be a barlangba. A gyökerek sűrűn előfordulnak, biztos búvóhelyet nyújtanak a pókoknak. Pókok leginkább az oldalágban találhatók. A pókok minden bizonnyal (a barlangban szintén megtalálható) szúnyogok és egyéb kis repülő rovarok miatt költöztek be a barlangba. A fosszilis barlangban vízcsepegés, vízszivárgás sehol sem észlelhető. A barlang fő ágának bontását érdemes lenne folytatni és új helyeken is érdemes lenne kutatni benne. Eldöntendő kérdés, hogy állandó denevérélőhely-e a barlang.
1984-ben volt először Kálvária-barlangnak nevezve a barlang az irodalmában. Előfordul a barlang az irodalmában Budaligeti-bazaltos-barlang (Eszterhás 1993) és Kálvária 1. sz. barlang (Pintér 2000) neveken is.

## Kutatástörténet
Csepregi István és Asbóth Gábor 1984. december 22-én készítették el a vesztett pontokkal felmért Kálvária-barlang alaprajz térképét. Az 1984. évi MKBT Beszámolóban az olvasható, hogy 1984-ben a SZIKKTI II. sz. Barlangkutató Csoport terepbejárást végzett a Budai-hegységben, amelynek során megtalálta a Kálvária-barlangot. Ezután azt kérte a csoport, hogy feltáró és tudományos céllal kutathassa a barlangot. A barlang a Kálvária-hegyen lévő felhagyott kőfejtőben, 330 m tszf. magasságban helyezkedik el. A kőfejtő vastagpados triász dachsteini mészkőben fekszik. A barlang a megtalálásakor egy 3,5×2 m-es, enyhén lejtős kis teremből, illetve egy 0,5–1 m átmérőjű és 3 m hosszú hasadékból állt. A talajt törmelék fedte. A törmelék eltávolításával kezdte meg a feltáró munkát a csoport.
A törmelék eltávolításával feltárult a gömbfülkék láncolata. A gömbfülkék falait aragonitkristályok és függőcseppkövek díszítik. A bejárati termet és a gömbfülkéket elhagyva, jobbra egy 3 m hosszú, 1,5 m széles és 0,5 m magas hasadék található. Ezt a részt elnevezték a csoport tagjai Alkotmány-folyosónak. Ezt a nevet a felfedezés ideje miatt kapta a barlangrész. A folyosó bejárata után megint egy gömbfülkesor helyezkedik el, amelyet elhagyva egy terem bejárata látható. Továbbhaladva érhető el a barlang 10 m hosszának végpontja. A teremből visszafelé haladva a bejáratnál jobbra kell fordulni és egy fiatalabb, de képződményekben gazdagabb rész következik. Ez a rész kb. 3–5 m hosszú. Ebben a részben abbahagyták a kutatást a képződmények miatt addig, amíg máshol esély van továbbjutni.
Az 1984-ben kiadott, Magyarország barlangjai című könyv országos barlanglistájában szerepel a Pilis hegység barlangjai között a barlang Kálvária-barlang néven. A listához kapcsolódóan látható a Dunazug-hegység barlangjainak földrajzi elhelyezkedését bemutató 1:500 000-es méretarányú térképen a barlang földrajzi elhelyezkedése.

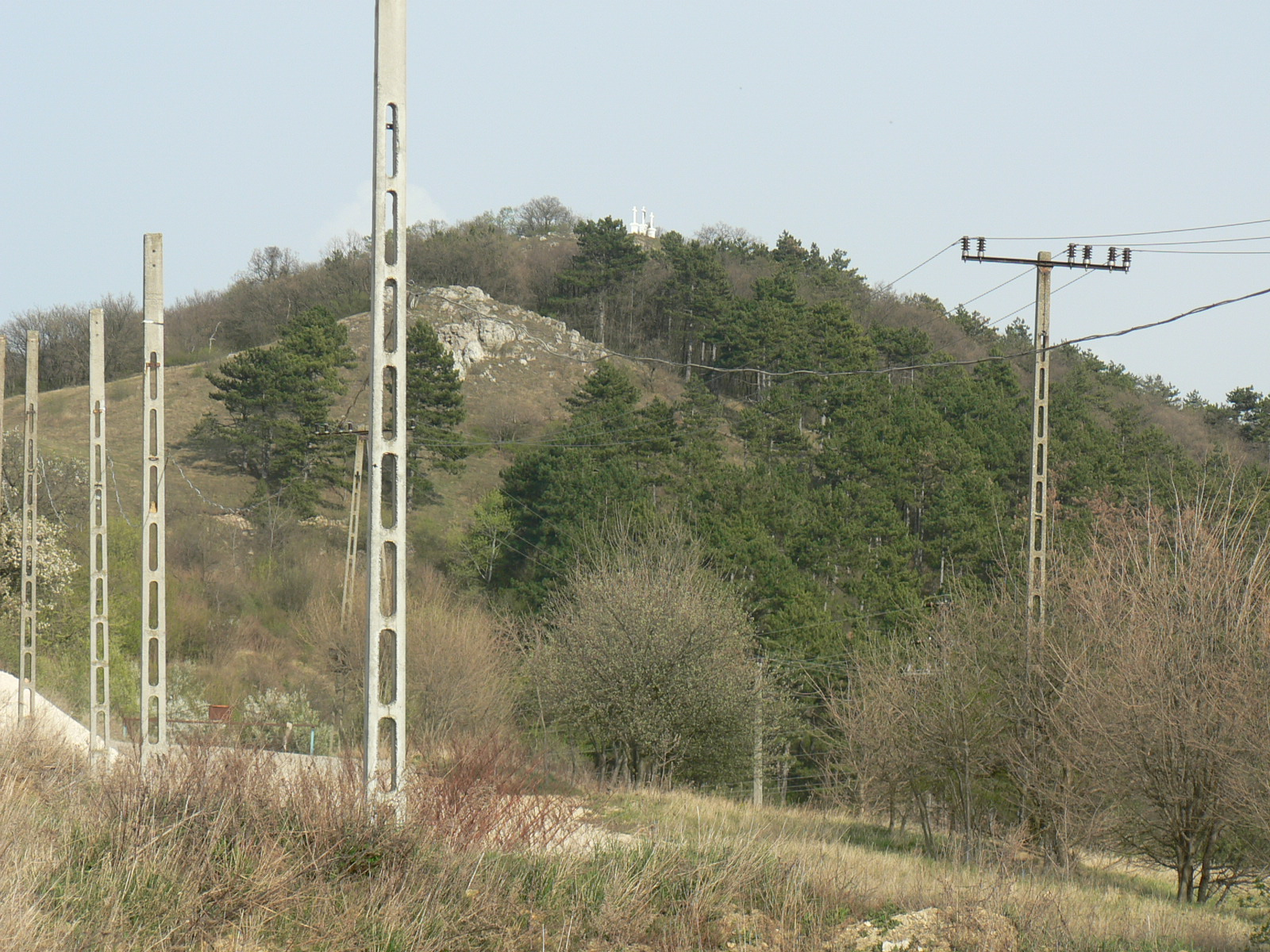
A Kálvária-domb Ny-ról nézve

A SZIKKTI II. sz. Barlangkutató Csoport 1985. évi jelentése szerint 1985-ben a csoport tagjainak az volt a célja, hogy lejussanak az alsó szintre. Emiatt el kellett távolítani a felső szint megcsúszással fenyegető törmelékét. Munka közben derült ki, hogy az addig felszínre futó, jelentéktelen kuszodának hitt jobb oldali járat egy termet takar. Ekkor a terem kibontása lett a munka célja. A barlangot kettészelő tektonikus hasadék jobb oldalán lévő fülkék és az alsó szint tűnt klasszikus aragonitbarlangnak, de ezt az új terem megcáfolta. Az erózióbázis fokozott mélybeszállása (a Jegenye-völgy kiszáradt patakmeder) az elhalási stádiumba lépett felső szakasz. Itt is megfigyelhető autochton eredetű kitöltés. A barlang alsó, még fejletlen járataiból felduzzadhat a víz a barlang felső részéig. Kraus Sándor negatív eredménnyel iszapolta le a gyűjtött mintákat, ami szintén igazolja a nem felszíni eredetű kitöltődést.
Az új teremben lévő kitöltés képződésében szerepet játszik a mészkő nem karsztos korróziója. A tarka kéregből napjainkban is beszivárog a víz, itt nyomon követhető a porlódás. A barlang kitöltéséből félretett és a kőfejtőben gyűjtött ásvány- és kőzetminták között található néhány nem jellemző darab, pl. limonitrögök, fekete mészkő és kalkopirit. Az új terem kitöltésében előfordulnak esztramosi típusú képződmények. A barlang kőbánya és forrás között helyezkedik el. A leszivárgó víz a lencsezóna, illetve a lecsapoló völgy irányába haladva érintette a barlangot. A barlang tudományos szempontból érdekesnek tűnik és ezért magasszintű kémiai ismeretekkel rendelkező kutatásirányító vezetése által indokolt folytatni a kutatást.

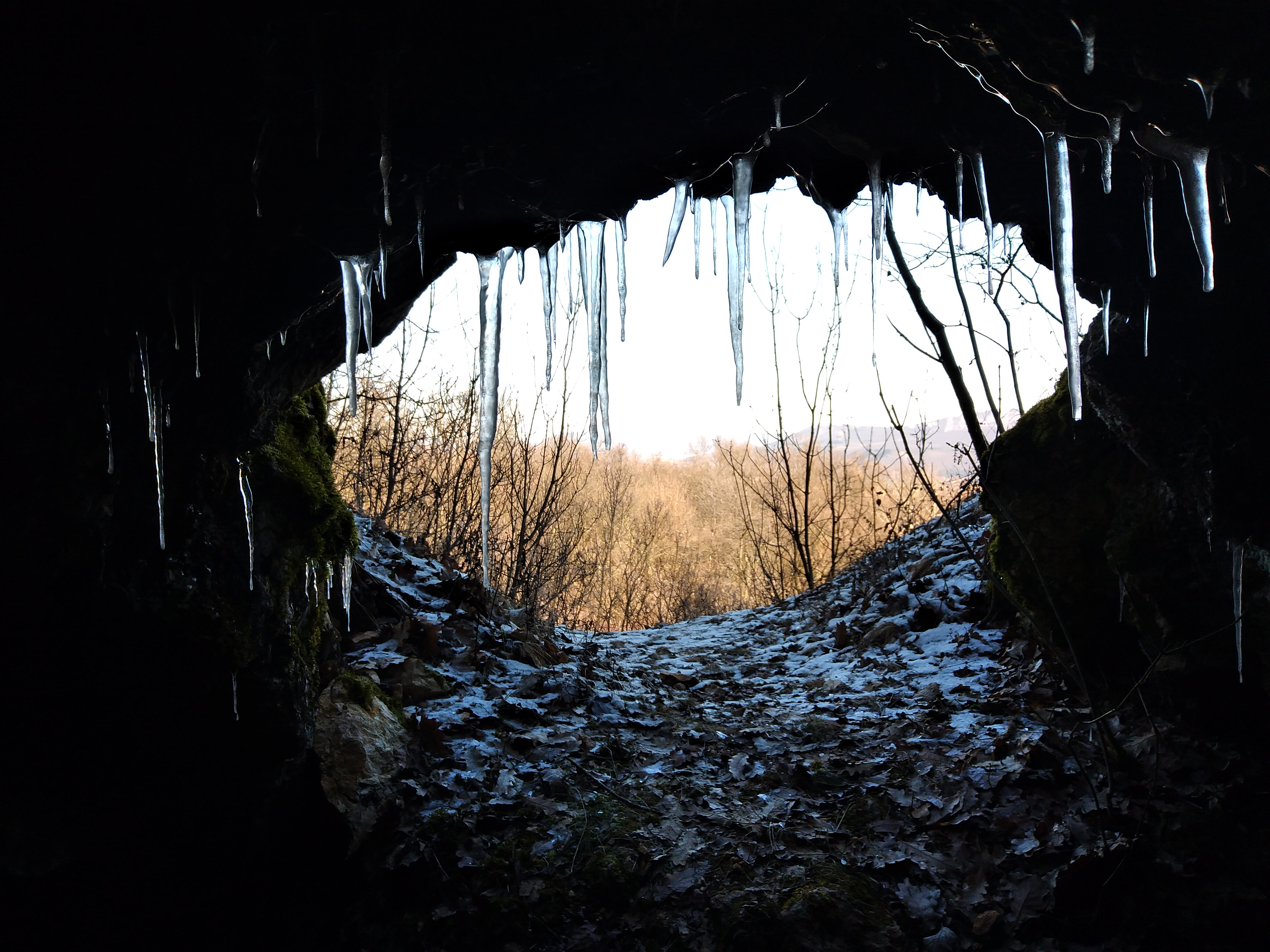
A Kálvária-barlang bejárata belülről fényképezve

A barlangkutató csoport 1987. évi jelentésében az van írva, hogy 1987-ben a csoport gyakorlatilag csak állagfenntartó és takarító munkát végzett a barlangban. Ez főleg tereprendezést jelent, amely a barlang bejáratánál történt. A csoport tagjai elkezdték a barlang belső részén lévő, omlásveszélyes jobb oldali járatrész betömedékelésének előkészítését. A járatrész nagyon a felszín közelében helyezkedik el és ezért a csapadék, valamint a növényzet hatására balesetveszélyessé vált a jobb oldali fal. Betömedékelés nélkül pár éven belül beomlana a járatrész. A járat felső része meghagyható és összeköthető a barlang főjáratának ágával. Folyamatban van ez a munka. Ezen a részen nincs említésre méltó kristályképződmény, ill. geológiai képződmény. 1988-ban a csoport a kőfejtőben végzett geológiai vizsgálatok zavartalansága miatt csak állapotmegőrző és takarító munkát végzett a kőfejtőben lévő barlangoknál. 1989-ben a csoport tagjai dolgoztak a kálvária-dombi kőfejtőben, de a Kálvária-barlangban nem. A csoport tagjai 1991-től 1993-ig, a kőfejtőben lévő 1. sz. barlangnál takarító és állapotmegőrőző munkát végeztek, de feltáró munkát nem.

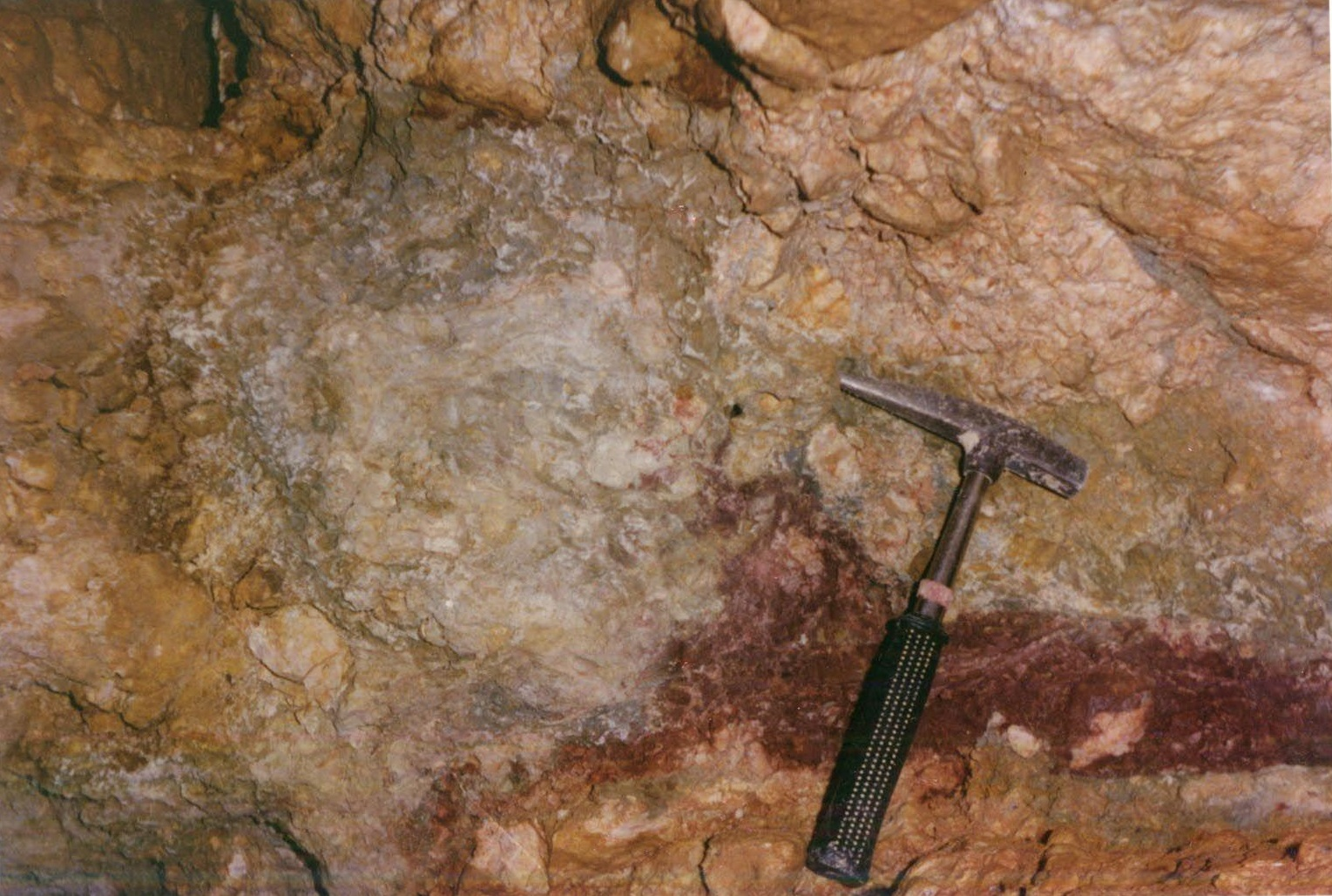
A résekbe benyomult bazalt metamorfizálta környezetét, ahogy a Kálvária-barlang bal oldali mellékágában látható (a fényképet Eszterhás István készítette)

Az Eszterhás István által 1993-ban írt tanulmányban az olvasható, hogy Magyarország egyik nagyon érdekes barlangja a Budaligeti-bazaltos-barlang. Eszterhás István vázlatosan ismertette a tanulmányban a barlangot, mert egyrészt csak egyszer tekintette meg a barlangot (akkor is csak felületesen), másrészt pedig a barlang bejárható része valószínűleg kis feltáró munkával megnövelhető. A barlang legegyszerűbben Budapest II. kerületének budaligeti részéről közelíthető meg. Budapest belterületét a Zerind vezér úton kell elhagyni Solymár Kerekhegy nevű része felé haladva. Budapest szélétől kb. 400–500 m-re az aszfaltútból balra, DNy-ra elhanyagolt üzemút vezet az erdőn keresztül a Kálvária-domb (388 m) felhagyott mészkőbányájához. Közigazgatásilag ez a terület Solymárhoz tartozik, barlangkataszterileg pedig a 4772-es területen van. A kőbányának egymás mellett három udvara van, amelyek közül az É-i udvar a legnagyobb. Az É-i udvar falában feltárult néhány karsztos barlang. Ezek közül napjainkban egy üreg járható, a többiek részben beomlottak, részben kőtörmelék temette be azokat. A bányaudvart Ny felől határoló fal felső részét nem triász mészkőféleségek alkotják, hanem bazalt.

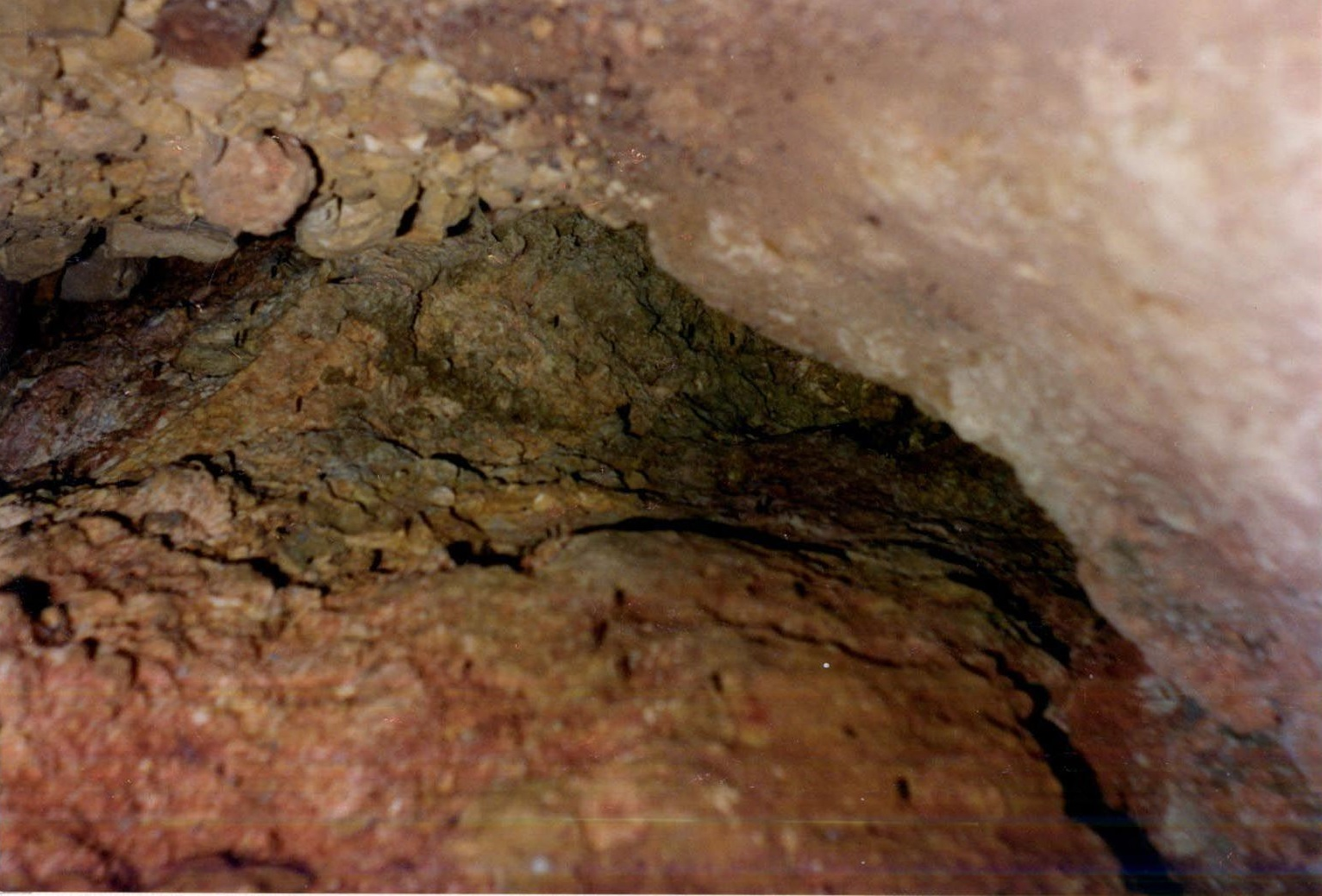
A Kálvária-barlang feküjében is előfordul bazalt (a fényképet Eszterhás István készítette)

A Budai-hegységben felfedezett bazalt-előfordulás kíváncsivá tette Eszterhás Istvánt. A hegységben lévő bazaltról az első információkat Molnár Lászlónétól hallották Eszterhás Istvánék, majd Molnár Lászlóné közvetítésével jutottak azokhoz a kis példányszámú, alig hozzáférhető angol nyelvű beszámolókhoz, melyek a budai bazalt-előfordulásról szólnak. Molnár Lászlóné vezette el Eszterhás Istvánékat a helyszínre. A triász mészkőben intruzióként jelentkezik a bazalt, amely a bánya területén több helyen is tapasztalható, így a középső bányaudvar barlangjában, a Budaligeti-bazaltos-barlangban is. A barlang a középső bányaudvar Ny-i falának aljában, a törmeléklejtő tetején nyílik. Minden bizonnyal kőbányászással fedezték fel. A barlang kb. 1,5 m széles és 1 m magas bejáratát egy lépcsős letörés után enyhén lejtő és egyre alacsonyodó folyosó követi. E főágnak tekinthető részből jobbra, felfelé és balra a főággal azonos szintben egy-egy fülszerű, íves folyosó indul a bejárat közelében, majd néhány méter után, beljebb visszacsatlakozik a főágba. Az oldalágak visszacsatlakozásának környékén, a barlang alján és oldalfalán található az enyhén málló, rozsdavöröses bazaltfelszín.
A barlang jelenleg ismert, kb. 10 m-es részének nagyobb része triász mészkőben jött létre. Kb. 1,5–2 m²-nyi felület áll bazaltból, melynek szomszédságában metamorfizálódott a mészkő. A barlang alja poros-köves laza törmelékből áll. Az oldalágak visszacsatlakozásának környékén a főág alja kibontható törmelékdugó, melynek eltávolításával az üregrendszer további részei lesznek majd hozzáférhetők. A barlang azért jelentős, mert ritkaságnak számít mészkőbarlangban a bazalt előfordulása. Az általában karsztos, hévizes barlangvidéknek ismert területen kakukktojás egy alig ismert, bazaltos barlang. Különleges a barlangot magábafoglaló eltérő kialakulású kőzetek egymásmellettisége, egymásra való hatása. A barlang teljes feltárása után valószínűleg további meglepő dolgok várnak a kutatókra.

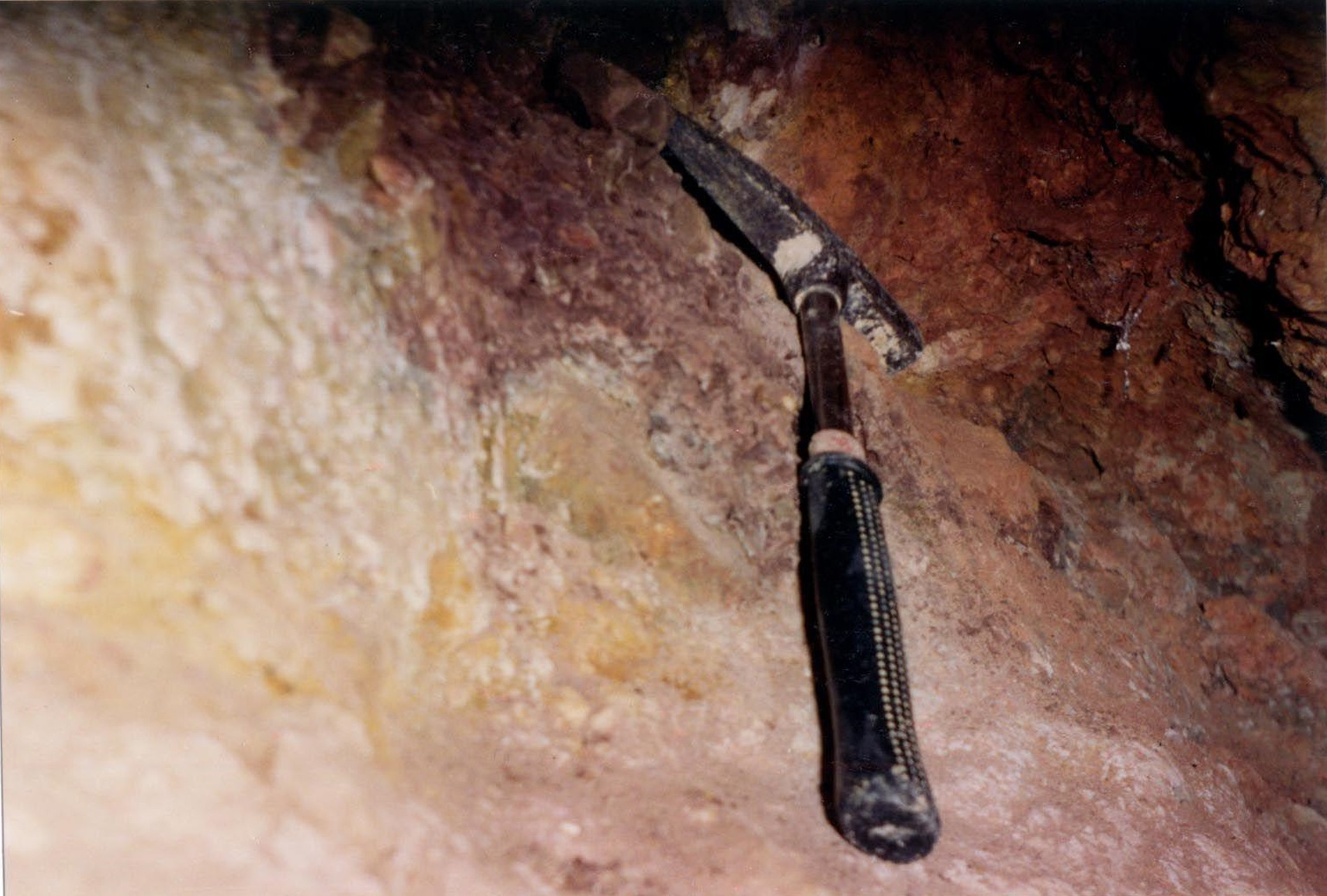
A Kálvária-barlang falában megjelenő bazalt (a fényképet Eszterhás István készítette)

A tanulmány irodalomjegyzékében fel van sorolva a terület bazaltelőfordulásáról szóló és angol nyelven írt 4 tudományos dolgozat. A kéziratban látható a Kálvária-domb és a Budaligeti-bazaltos-barlang 1:30.000 méretarányú helyszínrajza és a Kálvária-dombon lévő kőfejtő helyszínrajza, amelyeket Eszterhás István 1993-ban készített. A helyszínrajzokon megfigyelhető a barlang földrajzi elhelyezkedése. A tanulmányba bekerült a barlang kb. 1:100 méretarányú alaprajz térképvázlata, amelyet Eszterhás István 1993-ban készített.
A kéziratban van 6 színes fénykép, amelyek a tanulmányhoz kapcsolódnak. Az első fényképen a kilátás látható a Kálvária-dombon lévő egykori kőfejtőből Solymár felé nézve. A második fényképen a bányafal egyik része van távolról megörökítve. A képaláírás szerint leginkább metamorf mészkőből állnak a bányafalak, de a jobb felső sarokban kevés bazalt is feltűnik. A harmadik fényképen a bányafal egyik része figyelhető meg, amely közelről lett fényképezve. A képaláírás szerint a napverte bányafalban nagyon pusztul a kréta bazalt. A negyedik fényképen a Budaligeti-bazaltos-barlang egyik része van bemutatva. A képaláírás szerint a barlang feküjében is előfordul bazalt. Az ötödik fényképen a barlang másik része látható a barlang falában megjelenő bazalttal. A hatodik fényképen a barlang egyik része figyelhető meg. A képaláírás szerint a résekbe benyomult bazalt metamorfizálta környezetét, ahogy az a barlang bal oldali mellékágában látható. A fényképeket Eszterhás István készítette.
Az Eszterhás István által írt, Magyarország nemkarsztos barlangjainak lajstroma című kéziratban szerepel a Budaligeti-bazaltos-barlang (Budai-hegység, Solymár, 4772-es barlangkataszteri terület). A barlang bazaltban és mészkőben helyezkedik el, kb. 10 m hosszú és 1 m függőleges kiterjedésű. A felsorolás az 1993. év végéig ismertté vált 520 nemkarsztos objektumot tartalmazza, amelyek közül 478 a barlang és 42 a mesterséges üreg. Az 1994-ben megjelent, Lychnis. Szemelvények a vulkáni kőzetekben keletkezett barlangok kutatásáról című kiadvány szerint a Magyarországon lévő olyan barlangok között, amelyek vulkanikus kőzetben jöttek létre, az 1994. nyári állapot alapján a 45. leghosszabb a Budaligeti-bazaltos-barlang (Solymár). A barlang bazaltban és mészkőben alakult ki, 10 m hosszú és 1 m függőleges kiterjedésű. Magyarországon 489, a Budai-hegységben pedig 1 barlang található nem karsztkőzetben. Magyarországon 49 barlang alakult ki bazaltban. A SZIKKTI Barlangkutató Csoport 1994-ben, a kőfejtőben lévő 1. sz. barlangnál leginkább takarító és állapotmegőrőző munkát végzett. A tagok egy kicsit mélyítették a barlang végpontját. 1995-től 1998-ig a csoport takarító és állapotmegőrőző munkát végzett a barlangnál. A csoport tagjai 1998-ban, bontással próbálták meg összekapcsolni a barlang oldalsó járatát a barlang másik járatával.
Az FTSK Barlangkutató Szakosztály 2000. augusztus 20-án elkészítette a barlang alaprajz térképét, amely a Pintér Gábor és Varga Attila által végzett barlangfelmérés adatainak felhasználásával lett szerkesztve. Pintér Gábor 2000 szeptemberében írt egy Kálvária-barlangról szóló ismertetést. A kéziratban az van írva, hogy a budaligeti Kálvária-domb Budapest közigazgatási határán kívül helyezkedik el. A Kálvária-domb K-i oldalában lévő felhagyott kőbányában, a 4772-es barlangkataszteri területen helyezkedik el a Kálvária 1. sz. barlang. A kőbánya könnyen elérhető. A 157-es busz végállomásától pár perces sétával megközelíthető a barlang. A terület reményteljes barlangkutatás szempontjából, mert a Kálvária-dombtól D-re 1 km-re van a Remete-szurdok sok barlangja, ÉNy-ra kb. 2 km-re pedig a Solymári-ördöglyuk található. Az É-ra nyitott kőfejtőnek a Pintér Gáborék által végzett felméréskor két udvara, egy kis alsó és egy nagy felső udvara volt. Legalább 15–20 éve nem művelik a kőfejtőt a növényzet alapján megállapítva. Felmérésekor tereprendezési munka kezdődött a kőfejtőben és el lett dózerolva a két szint határa. Jelenleg egy enyhe lejtő köti össze a két udvart.

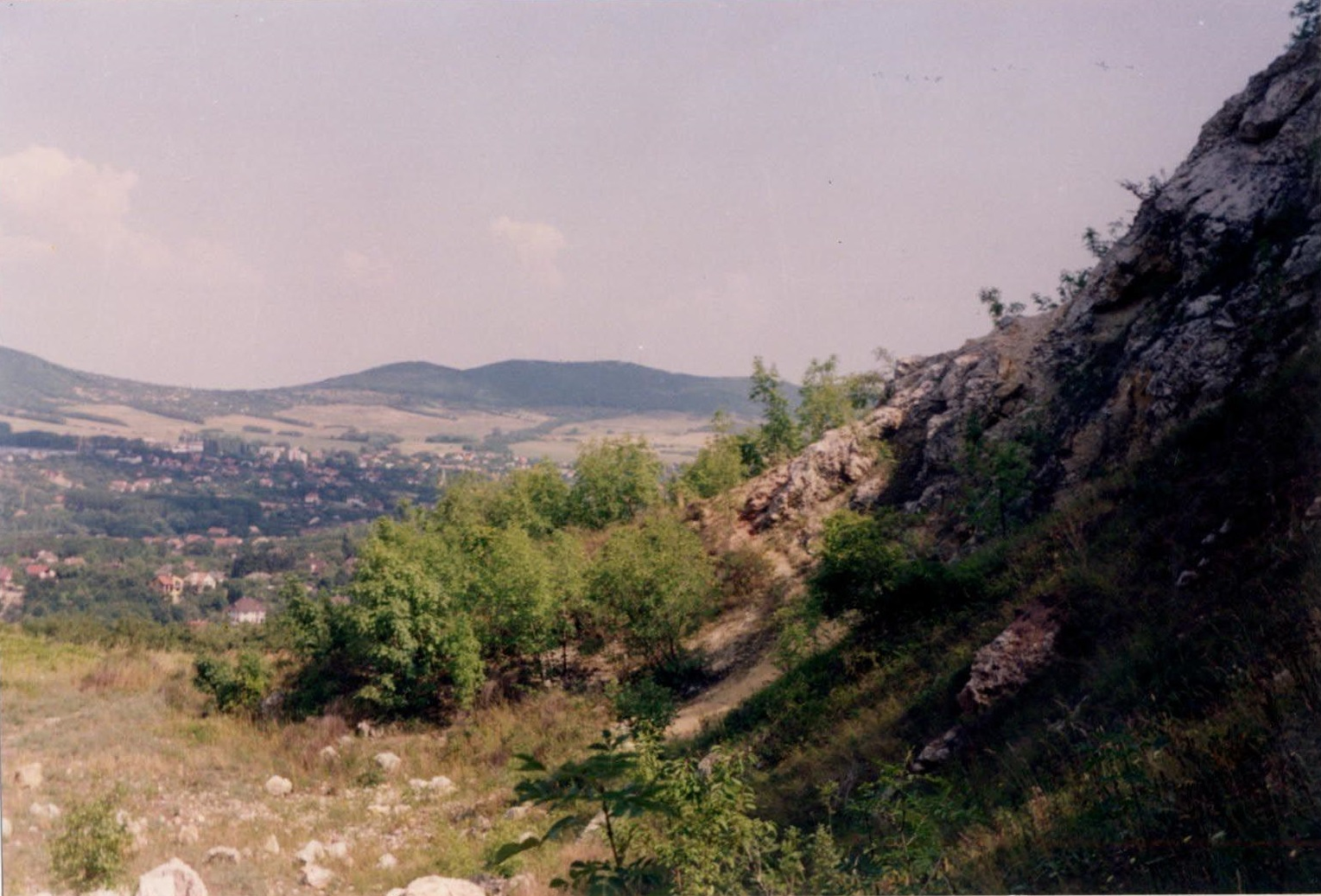
Kilátás az egykori kőbányából Solymár felé (a fényképet Eszterhás István készítette)

A Barlangtani Intézet nyilvántartásában szerepelnek a kőfejtő barlangjai (SZIKKTI Barlangkutató Csoport, Csepregi István, Asbóth Gábor, 1984). A nyilvántartásban kevés az információ a kőfejtő barlangjairól, a barlangok földrajzi elhelyezkedését csak feltételezni lehet a nyilvántartásban lévő fényképen a nyilakkal jelölt helyeken. A jelölt négy üreg közül kettőt találtak meg Pintér Gáborék, a másik kettőt azonban nem. Az utóbbi kettőnek sejteni lehetett a bejárati kontúrját, de beomlottak, eltömődöttek voltak. A négy üreg közül csak egy barlangnak volt neve (Kálvária-barlang), amelynek volt egy nagyon vázlatosan megrajzolt, sziklaüreget ábrázoló térképe. Pintér Gáborék ezt a barlangot Kálvária 1. sz. barlangnak nevezték el. Munkájuk során a Kálvária 1. sz. barlangot tovább kutatták és két járatot találtak benne. A barlang 2000. szeptember 9–10-én fel lett mérve függőkompasszal. A felmérés adatainak felhasználásával elkészültek a barlang alaprajz térképei. A barlang a felmérés szerint 20 m hosszú és 4,6 m mély. A munkában Boján Judit, Boldogh Tamás, Petró Ildikó, Radó Fruzsina, Tóth Csaba (MCSE) és Varga Attila vettek részt.
Pintér Gáborék az egész barlangban 11 °C levegő-hőmérsékletet mértek. Valószínűleg télen a főág nagyon lehűl, de az oldalágban stabilan 11 °C a hőmérséklet, ami megmagyarázhatja azt, hogy miért főleg az oldalágban vannak pókok. Felméréskor megfigyeltek az oldalág főtéjén egy alvó közönséges denevért. Érdemes lenne télen is átnézni, hogy vajon telelnek-e ebben a barlangban denevérek. Ennek ismeretében el lehetne dönteni azt, hogy kell-e védeni ezt a denevérélőhelyet. Mivel egy otthagyott feszítővasat találtak az oldalág végében, ezért feltételezni lehet, hogy itt is bontómunkát végeztek valakik. Pintér Gábor szerint felesleges ennek az ágnak a további feltáró kutatása. A barlang fő ágának bontását érdemes lenne folytatni és új helyeken is érdemes lenne kutatni benne. Eldöntendő kérdés, hogy állandó denevérélőhely-e a barlang.
A kéziratban van egy olyan térkép, amelyen a Kálvária-domb környéke látszik és van egy olyan térkép, amelyen a kőfejtő közvetlen környéke figyelhető meg. Az összeállításba bekerült egy vázlatrajz, amely a Kálvária-domb kőfejtőjét mutatja be, és a Kálvária 1. sz. barlang 2000. augusztus 20-án készült alaprajz térképe, valamint szemléltető térképvázlata. A kéziratban lévő fényképek: K1/1 fénykép: a Kálvária-barlang bejárata a kőfejtőből nézve. K1/2 fénykép: a Kálvária-barlang bejárata. (A képen a piros gömb, a fellógatott alma a poligon 0. pontját jelöli.) K1/3 fénykép: a barlangban lévő elülső terem. K1/4 fénykép: a barlang falait borító borsókő. K1/5 fénykép: gömbfülke. K1/6 fénykép: a barlang járatának szelvénye a 2-es poligonpontnál. K1/7 fénykép: a barlang oldalágának bejárata.
A 2001. november 12-én készült, Magyarország nemkarsztos barlangjainak irodalomjegyzéke című kézirat barlangnévmutatójában szerepel a Budaligeti-bazaltos-barlang (Solymár, Budai-hegység) a barlanggal foglalkozó 4 írás megjelölésével. A Duna–Ipoly Nemzeti Park Igazgatóság adatai szerint az M0-s autóút nyugati szektor, 10-es főút – 1-es főút közötti tervezett szakasz B változatának nyomvonala a 89. kilométerszelvény körül, Solymár közigazgatási területén 150–240 m-re megközelíti a Kálvária-barlangot (4772-10).

## További irodalom
- Dobosi Gábor – Horváth István: High- and low-pressure clinopyroxenes form alkali lamprophyres of the Velence and Buda Mountains, Hungary. Neues Jahrbuch für Mineralogie Abhandlungen, 1988. 158 /3/ 241–256. old.
- A. Embey-Isztin – H. Dietrich – H. Poultidis: Petrology and geochemistry of periodite xenolits in alkali basalts form the Transdanubian Volcanic Region, West-Hungary. Journal of Petrology, 1989. (30.) 79–105. old.
- A. Embey-Isztin – Dobosi Gábor – Noske-Fazekas G. – Árva-Soós E.: Petrology of a New Basalt Occurrence in Hungary. Mineralogy and Petrology, 1989. (40.) J. by Springer Verlag Wien. 183–196. old.
- Eszterhás István: Vulkánszpeleológia. A Magyar Karszt- és Barlangkutató Társulat tanfolyami jegyzete. Budapest, 1994. 49 old.
- Horváth István – Ódor L.: Alkaline ultrabasic rocks and associat silicocarbonatites in the NE part of the Transdanubian Mts. /Hungary/. Mineralia Slovaca, 1984. (16.) 115–119. old.